# Gotenius varv

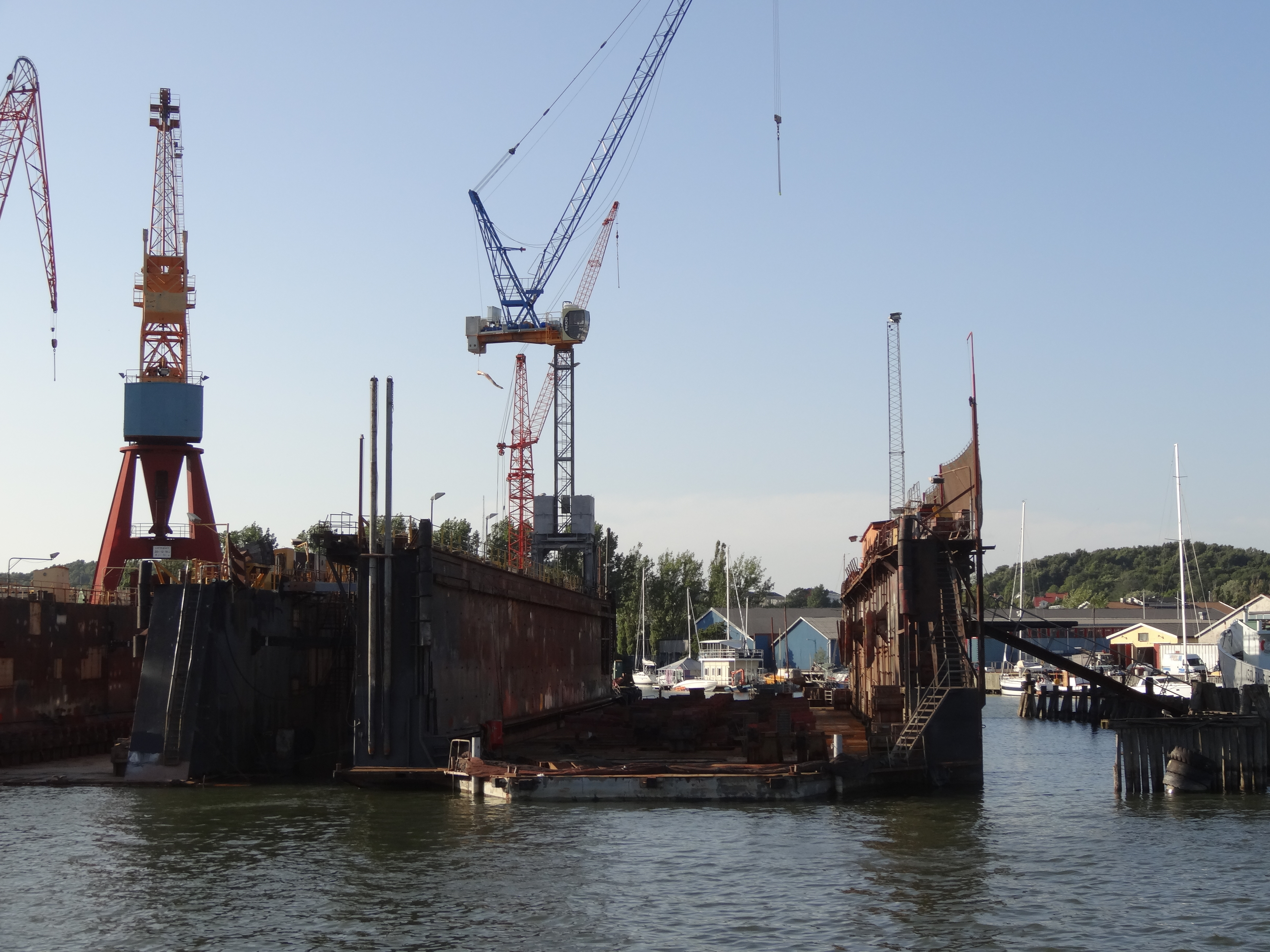
En av flytdockorna på Gotenius varv.

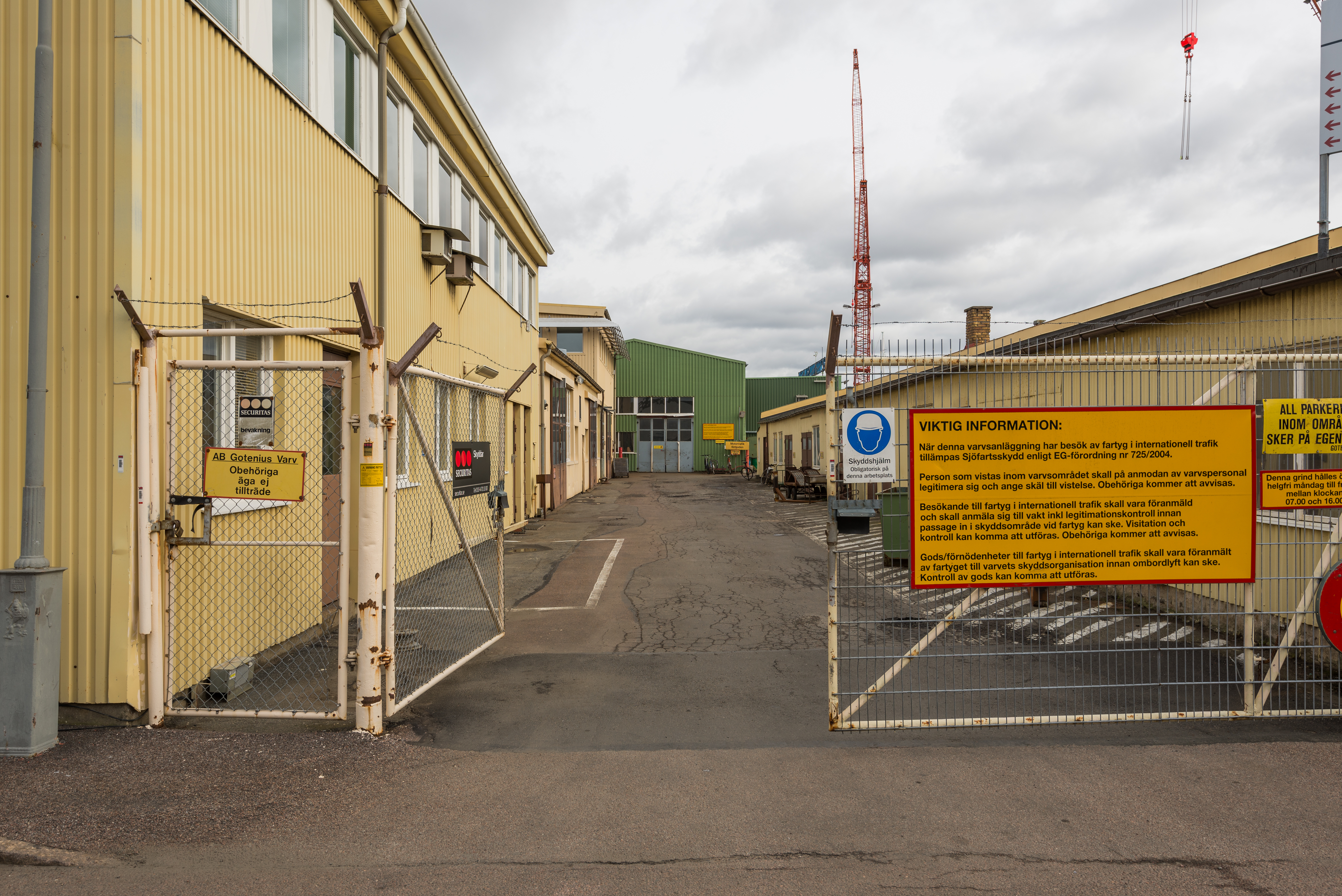
Några av varvets byggnader.

Gotenius varv är ett reparations- och ombyggnadsvarv på Ringön i Göteborg.
Företaget grundades 1925 i Göteborg av Vilhelm Gotenius och låg då vid Färjenäs på Hisingen. I samband med att varvet inte fick ha kvar sin plats vid Färjenäs, blev Rolf Moberg delägare. År 1950 flyttades varvet till den nuvarande platsen vid Ringön. Ägare är numera Mats Gotenius, som tog över efter faderns bortgång 1988. Varvet arrenderar 8 000 kvadratmeter mark på Ringön mellan Tingstadstunneln och Götaälvbron. 
Gotenius har två flytdockor, varav den största kan ta fartyg upp till 6 000 dwt, en slip samt en Kampnagelkran med 20 tons lyftförmåga.
Företaget omsatte 33 miljoner kronor år 2009.